# Estuario del Wash

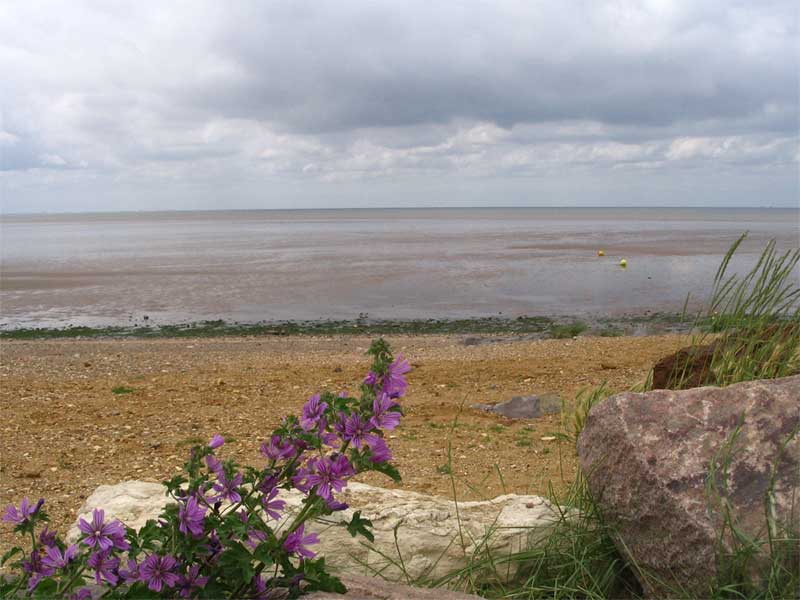
El estuario del Wash visto desde Norfolk

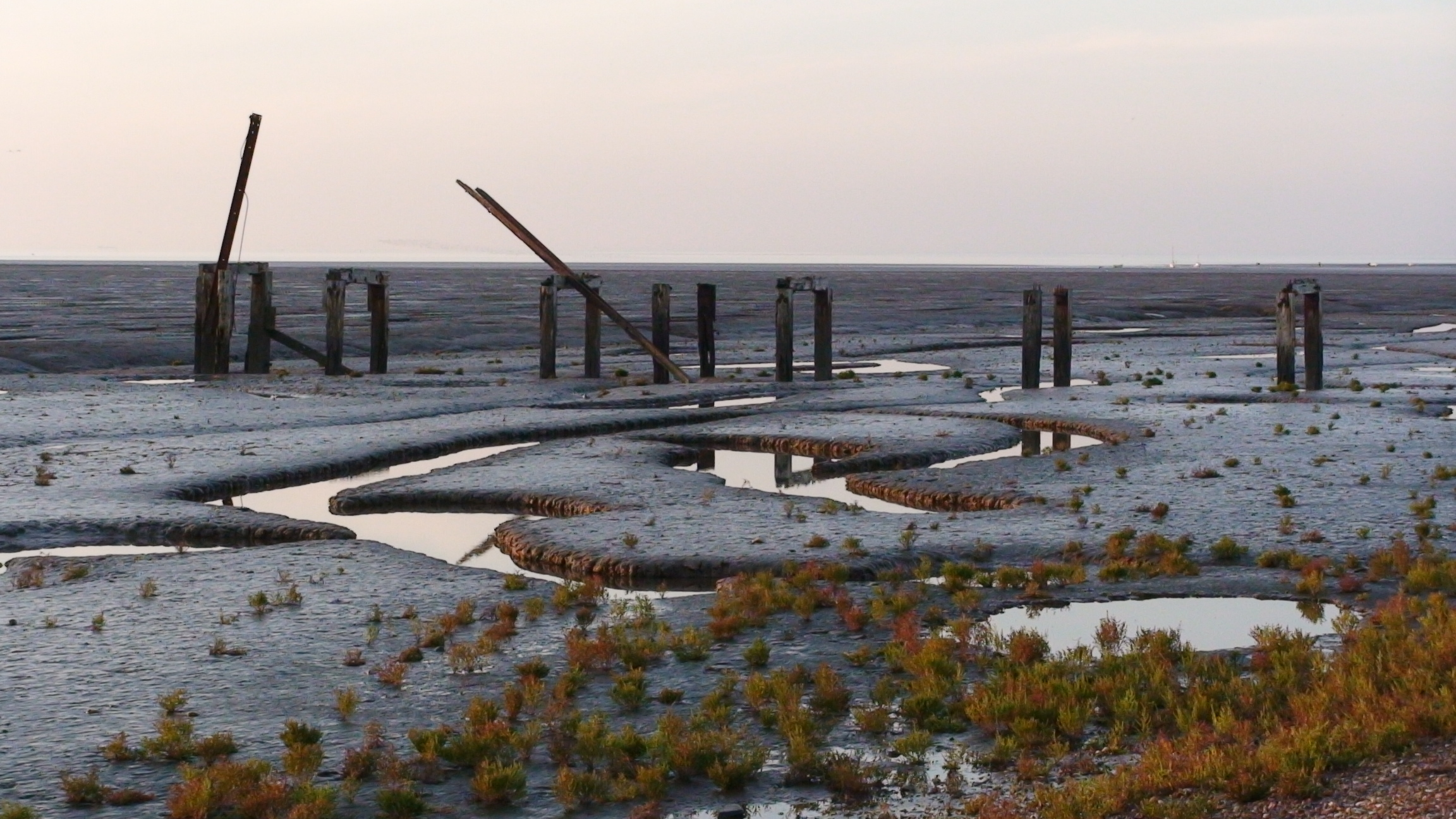
Otra vista del estuario

El estuario del Wash es uno de los principales entrantes del mar del Norte en la costa oriental de Gran Bretaña, y es la zona donde desembocan los ríos Gran Ouse, Nene, Witham y Welland. De forma cuadrangular, es uno de los más grandes del Reino Unido y está al noroeste de Anglia Oriental, donde se encuentran los condados de Lincolnshire y Norfolk. 
«The Wash y la costa norte de Norfolk»  fue temporalmente, entre 1999 y 2012, uno de los bienes de la Lista Indicativa de Reino Unido.

## Geografía
El estuario del Wash aparece como una gran sangría en el mapa de la costa oriental de Inglaterra, separando la curvada costa de East Anglia de Lincolnshire. Está formado por una gran bahía, con tres de sus lados casi en línea que se encuentran aproximadamente en ángulo recto, cada uno de unos 25 km de longitud. La costa oriental de The Wash pertenece al condado de Norfolk, y se extiende desde Hunstanton, en el norte, hasta la desembocadura del río Gran Ouse, en King's Lynn, en el sur; la costa opuesta, casi paralela a la oriental, corre desde punta Gibraltar hasta la desembocadura del río Welland, y pertenece al condado de Lincolnshire. La costa sur, que discurre aproximadamente en dirección noroeste-sureste, conecta las desembocaduras de ambos ríos y tiene, más o menos en su punto medio, la boca de un tercer río, el río Nene. 
El terreno, tierra adentro desde The Wash, es llano, de tierras bajas y con frecuencia pantanosas: son los conocidos The Fens de Lincolnshire, Cambridgeshire y Norfolk. 
Debido a los depósitos de sedimentos y a la recuperación de tierras, la costa de The Wash ha cambiado notablemente en tiempos históricos y varias antiguas ciudades costeras (en particular, King's Lynn) están ahora a cierta distancia tierra adentro. Gran parte de The Wash es muy poco profundo, con varios grandes bancos de arena —como Breast Sand, Bulldog Sand, Roger Sand y Old South Sand— que quedan expuestos durante la marea baja, sobre todo a lo largo de su costa sur. Por este motivo, la navegación en The Wash puede ser peligrosa para los barcos. Un faro marca la entrada al canal de Lynn, el único canal seguro desde el mar del Norte hasta la costa meridional de The Wash. 

### Temperatura del agua
En el estuario la temperatura del agua varía enormemente durante todo el año: las temperaturas invernales están próximas a la temperatura de congelación a causa de las corrientes frías del mar del Norte; sin embargo, en verano, la temperatura del agua puede llegar, en marea baja, hasta cerca de los 20 °C, después de una prolongada y elevada temperatura ambiental y cálido sol. Este efecto, que por lo general ocurre en las áreas alrededor de la playa y, a menudo, solo en los embolsamientos de agua, es exagerado en las zonas más a resguardo de las mareas. 

### Río Wash
Al final de la glaciación wisconsiense, y aunque el nivel del mar seguía siendo inferior al de hoy en día, los ríos Witham, Welland, Glen, Nene, y Gran Ouse estaban unidos en un gran río. 
El profundo valle de The Wash se formó no por el río interglaciar sino por el hielo de las glaciaciones Wolstonian y Devensian que fluyó hacia el sur hasta la ladera representada por la costa moderna y formando los valles túnel de los que Silver Pit es uno de muchos. Este fue el proceso que dio a Silver Pit su profundidad y estrechez. Cuando el valle túnel quedó libre de hielo y de agua de mar, fue ocupado por el río. Esto lo mantuvo libre de sedimentos, a diferencia de la mayoría de los valles túnel. Desde que el mar lo inundó, el valle parece que se ha mantenido abierto por la acción de mareas. Durante la etapa ipswichiana, aunque probablemente el río Wash fluyó a través del sitio de Silver Pit, el valle túnel no se habría formado en esa etapa dado que su alineación parece incoherente. 

## Vida silvestre
El estuario de The Wash es una zona de especial protección para las aves (ZEPA) con arreglo a la legislación de la Unión Europea. Se compone de amplias marismas saladas, bancos intermareales de arena y barro, aguas someras y canales profundos. En el dique de Freiston se han abierto tres brechas para aumentar la zona de marisma y proporcionar un hábitat para las aves, especialmente limícolas, y también como medida de prevención de inundaciones naturales. Los abundantes arroyos en la marisma salina, y la vegetación que crece allí, ayudan a disipar la energía de las olas y por lo tanto, a mejorar la protección de la tierra detrás de la marisma. Este último aspecto es un ejemplo de los recientes desarrollos de las posibilidades de gestión sostenible de las zonas costeras mediante la adopción de técnicas de ingeniería suave. El mismo esquema incluye hábitat de nuevas lagunas salobres.
En el lado oriental del estuario la costa tiene acantilados bajos (caracterizados por un famoso estrato de tiza de color rojo, en Hunstanton) y graveras (lagunas) en la RSPB de Snettisham («Royal Society for the Protection of Birds»), que son un importante lugar para posarse con la marea alta. Estas fronteras SPA están en la «zona de protección especial de la costa de North Norfolk »(«North Norfolk Coast Special Protection Area.»).
Al noroeste, el estuario se extiende hasta punta Gibraltar, otra zona de especial protección. 
La naturaleza parcialmente confinada de los hábitats del estuario, combinada con las amplias corrientes de marea, permite criar moluscos, especialmente camarones, berberechos y mejillones. Algunas aves acuáticas, por ejemplo, los ostreros, se alimentan de crustáceos. También es una importante zona de cría de charrán común, y un área de alimentación para aguilucho lagunero. Las aves migratorias, como gansos, patos y varias aves zancudas, llegan a The Wash en gran número para pasar el invierno, con una media total de alrededor de 400.000 aves presentes en cualquier momento. Se ha estimado que alrededor de dos millones de aves utilizan The Wash para la alimentación y como dormideros durante sus migraciones anuales. 
The Wash es internacionalmente reconocido como importante para 17 especies de aves, como el ánsar piquicorto de pata rosa, Branta bernicla de vientre oscuro, tarro blanco, pintail, ostrero, chorlitejo grande anillado, chorlito gris, chorlito dorado, avefría , playero ártico, playerito blanco, correlimos común, aguja colinegra, aguja colipinta, zarapito, archibebe común y vuelvepiedras.
Fue presentado en el programa de televisión «Siete Maravillas Naturales» (Seven Natural Wonders) como una de las maravillas de Yorkshire y Lincolnshire. 

## Historia
El incidente histórico más famoso asociado con The Wash fue la pérdida del tesoro real del rey Juan I de Inglaterra. Según informes contemporáneo, Juan viajó de Spalding, en Lincolnshire, hasta Bishop's Lynn, en Norfolk, cuando cayó enfermo y decidió regresar. Mientras tomaba la ruta más larga a través de Wisbech, envió su equipaje, incluidas sus joyas de la corona, a lo largo de la calzada elevada y el vado que atravesaba la boca del Wellstream. Esta ruta solamente podía utilizarse en marea baja. Las carretas tiradas por caballos avanzaron con demasiada lentitud y la siguiente marea propició que muchas se perdieran. 
La localización del lugar del accidente normalmente se supone fue en algún lugar cerca del puente de Sutton sobre el río Nene. El nombre del río ha cambiado como resultado de la reorientación de la Gran Ouse durante el siglo XVII, y Bishop's Lynn se convirtió en King's Lynn como resultado de la reorganización de la iglesia inglesa de Enrique VIII. 
El estudio astronómico, sin embargo, permite una reconstrucción de las tablas de las mareas del día relevante y parece más probable, dada la forma habitual de viajar en las horas del día, que la pérdida se hubiera producido en el cruce del estuario del río Welland en Fosdyke. 
También existe la sospecha de que Juan dejó sus joyas en Lynn como garantía para un préstamo y organizó su «pérdida», aunque este aspecto puede ser apócrifo. Lo que si se sabe es que pasó la noche siguiente, la del 12 al 13 de octubre de 1216, en la Abadía de Swineshead, luego se trasladó a Newark-on-Trent y murió de su enfermedad el 19 de octubre.

## Tradiciones locales
Navegar a vela desde South Lincolnshire Fens hasta The Wash (especialmente respecto al marisqueo) es tradicional y localmentemente conocido como "bajando abajo" ("Going Down Below"). Aunque todavía se usa hoy en día, el origen de la frase es desconocido, y, en general, una tradición oral sin pruebas documentales. 